# Fazilka
Fazilka là một thành phố và là nơi đặt hội đồng đô thị (municipal council) của quận Firozpur thuộc bang Punjab, Ấn Độ.

## Địa lý
Fazilka có vị trí 30°24′B 74°02′Đ / 30,4°B 74,03°Đ Nó có độ cao trung bình là 167 mét (547 feet).

## Nhân khẩu
Theo điều tra dân số năm 2001 của Ấn Độ, Fazilka có dân số 67.424 người. Phái nam chiếm 52% tổng số dân và phái nữ chiếm 48%. Fazilka có tỷ lệ 68% biết đọc biết viết, cao hơn tỷ lệ trung bình toàn quốc là 59,5%: tỷ lệ cho phái nam là 72%, và tỷ lệ cho phái nữ là 62%. Tại Fazilka, 13% dân số nhỏ hơn 6 tuổi.